# Nationella dräkten

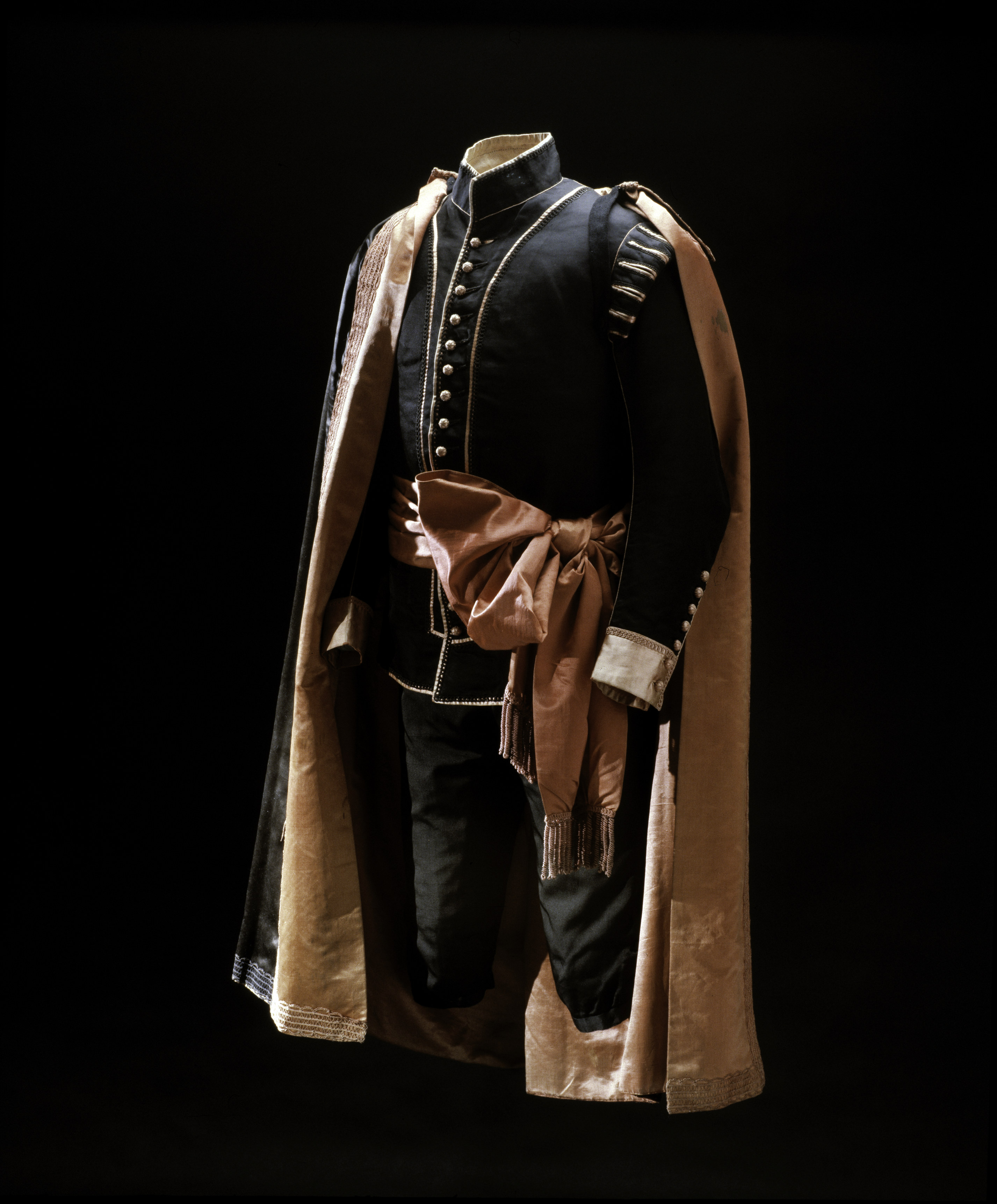
Nationella dräktens herrversion i daglig variant för hovet. Svart siden med röda garneringar. 1700-talets slut, i Livrustkammarens samlingar.

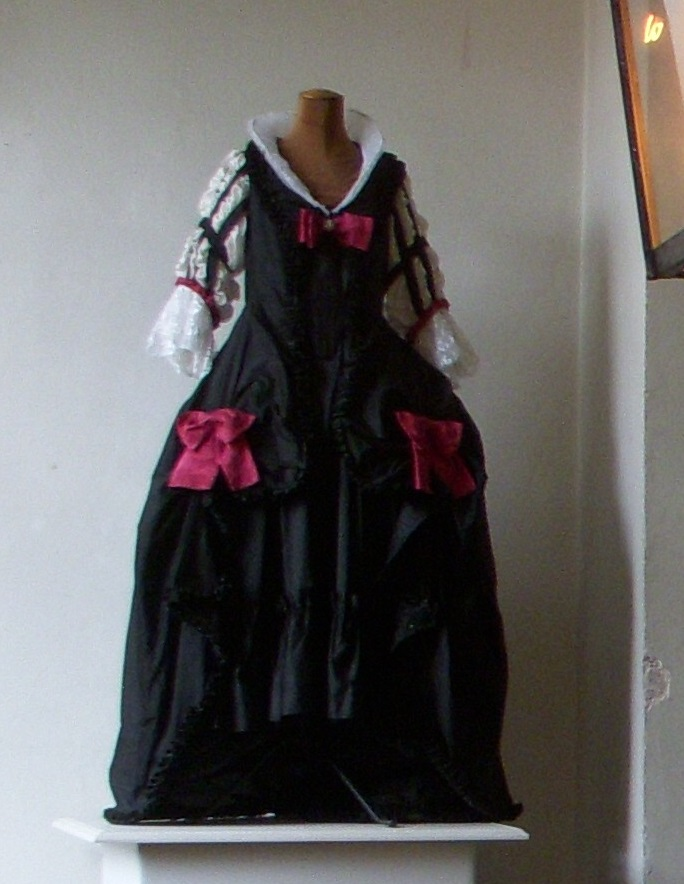
Damversionen utställd i entrén på Confidencen.

Nationella dräkten även kallad Svenska Nationella Klädedräkten och (första) Svenska dräkten togs fram år 1778 av Sveriges kung Gustav III för att förhindra lyxkonsumtion av i första hand importerade varor. Det förekom ekonomiska bekymmer bland adel och borgerskap, särskilt den senare, som i ökande takt tävlade i ett överdådigt klädmode. År 1938 fanns det åtminstone 200 dräkter bevarade.

## Bakgrund

### Dräktens ursprung
Den 16 februari 1778 skrev Gustaf III till landshövdingen i Stockholm län Jacob Johan Gyllenborg om orsakerna till varför han vill införa en nationel drägt. I sitt brev nämner Gustaf att flera av de överflödsförordningar som införts, samt även den uppmuntran till inhemsk fabriksproduktion som funnits, varit otillräckliga. Orsaken står att finna i människors behov och längtan efter utländska kläder, vilket kräver import av exempelvis dyrbara tyger:
| ”                                                                              | De hafva gjordt Nationen lika som skattskyldig til främmande Länders yppighet, bruk och seder. De hafva uppmuntrat til olydnad emot Förordningar: de hafva äfwen gjordt desse sednare onyttige, då nye öfwerflöds grenar blifwit upfundne, flere än de, som igenom förbuden blifwit bannlyste. | „ |
| – Citat ur Gustaf III:s brev till Jacob Johan Gyllenborg den 16 februari 1778. | |   |

Som lösning på detta ansåg kungen att en nationell dräkt behöver införas:
| ”                                                                              | Wi hafva därföre pröfwat de enda medel, at för altid skilja Nationen från främmande yppighet och granlåt, wara, at antaga en Nationel drägt, aldeles skild från främmande, lika lämpad til Climatet, som igenom en anständig alfwarsamhet til wår förmögenhet, samt de Fabriquers upkomst, hwilka i Swerige finnas eller inrättas kunna; Men ehuru Wi detta funnit, hafwa Wi dock ej trodt Oss tilständig, at genom någon Lag eller Påbud twinge Wåre Undersåtare til en ändring som kunde falla dem beswärlig. Wi hafwa trodt, at Wårt exempel, samt öfwertygelsen af nyttan för hwar och en som af detta steg skal följa, wore nog kraftiga driffjädrar, at åstadkomma denna hälsosamma författning. Wi ämna därföre den 28 nästinstundande April Sjelfwe med Wåre älskelige käre Bröder, Riksens Råd och de förnämste af Wårt hof, antaga och altid hädanefter bära denna Klädedrägt, som ock gifwa en sådan till Wår Armee... | „ |
| – Citat ur Gustaf III:s brev till Jacob Johan Gyllenborg den 16 februari 1778. | |   |

Ur detta citat kan vi även se att Gustaf redan nu meddelade om den nya uniform som skulle införas i krigsmakten i nationella dräktens snitt, och som kom att kallas uniform m/1779. Dessutom nämnde han att man skulle tillgängliggöra ritningar till dräkten, både den manliga och den kvinnliga. 

### Dräktens införande
Den 12 mars skrev Jacob Johan Gyllenborg en kungörelse över kungens vilja att införa den nya dräkten från och med den 28 april. Några punkter blir här tydliga:
- Kungen har tagit fram vissa färgkombinationer för dräkten som endast får användas av de personer som är presenterade vid hovet: en för vardag (svart med röd garnering), och en för gala (blå med vit garnering).
- Dräkten får inte bäras med tyg av brokota Sidentyger (med vilket menas flerfärgade tyger eller brokader), utan endast med enfärgade tyger
- För damer kan dräkten sys i siden, eller andra typer a tyg
- För herrdräkten är siden endast tillåtet vid hovet, men att siden kan användas för skärp och i foder
- Kungen och hans hov tänker anlägga dräkten från och med den 28 april, och uppmanade andra att följa detta exempel
- Att allmogen och tjänstefolk inte bör anlägga dräkten utan bibehålla den drägt de af ålder haft.

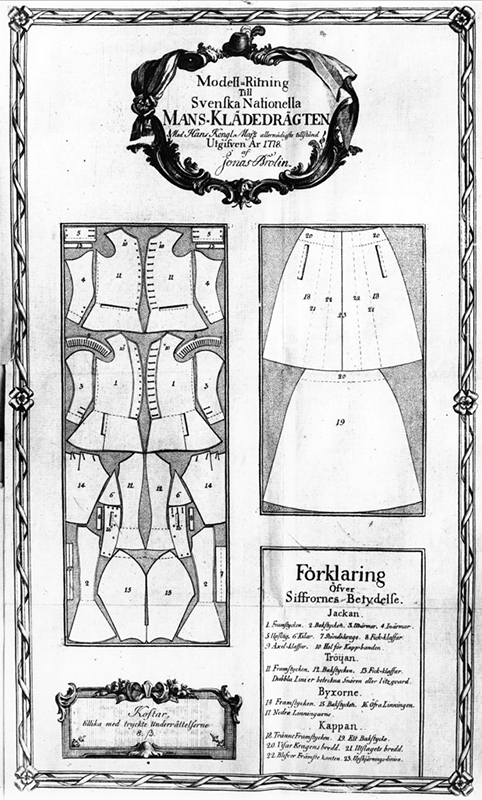
Det kopparstick som utfördes 1778 av Jonas Brolin som kungen beställde för att allmänheten skulle kunna sy upp sina nya dräkter.
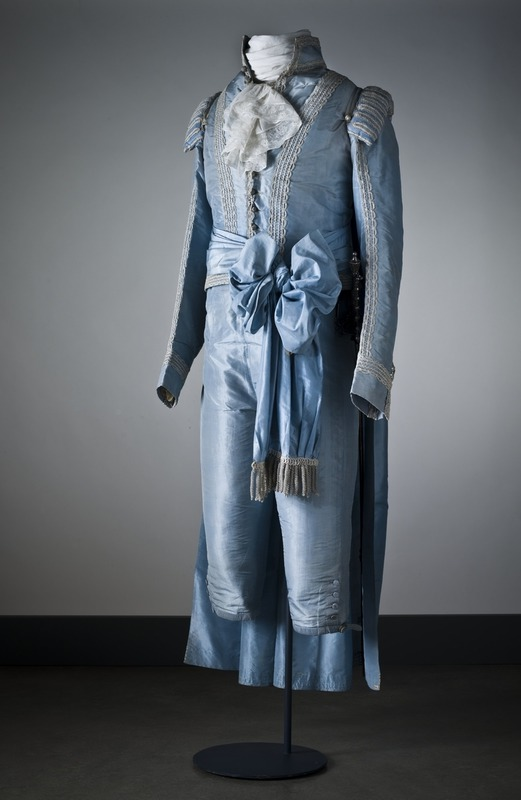
Nationella dräkten i sin galavariant för hovet. Ljusblått siden med vita garneringar.
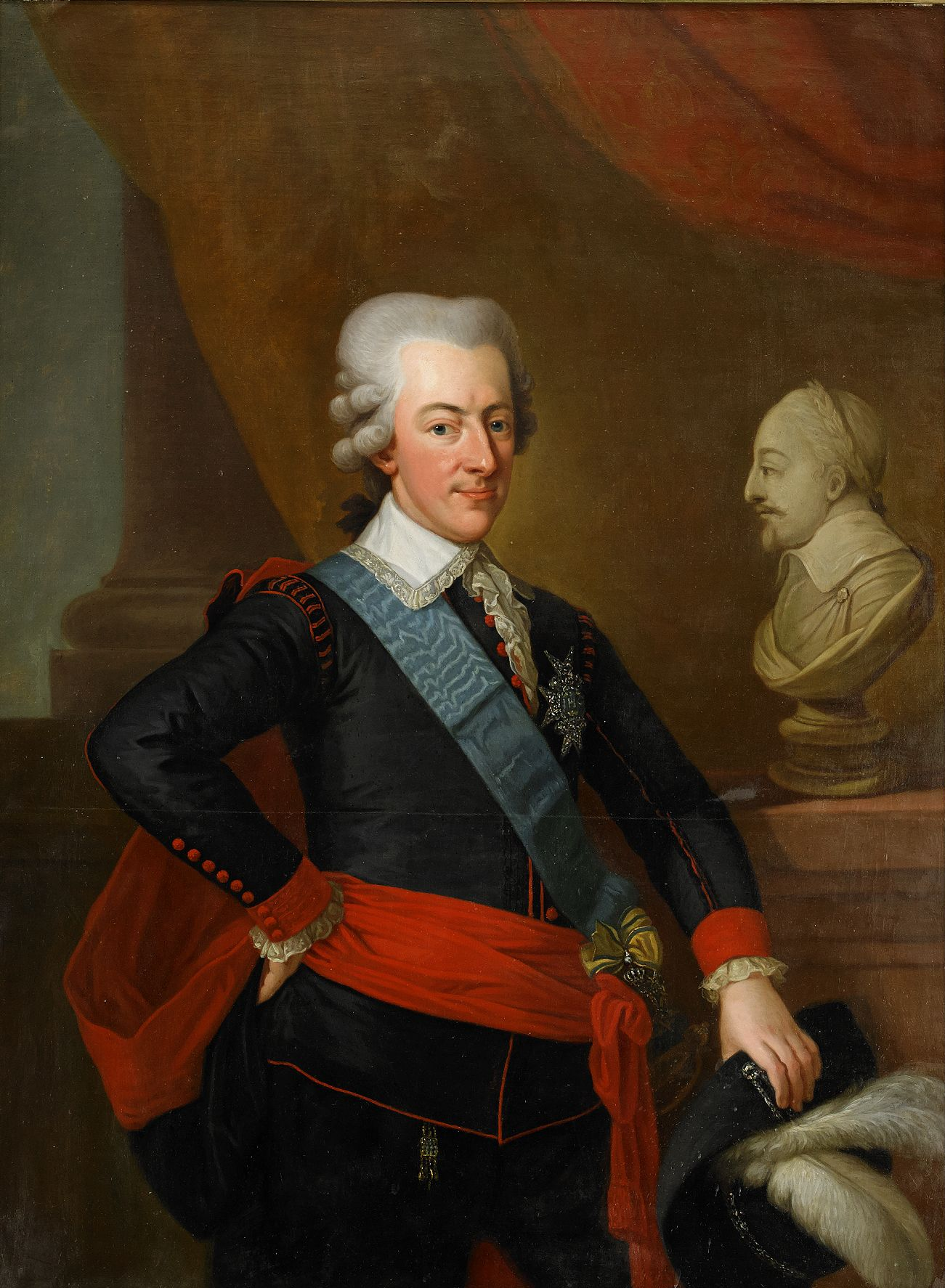
Gustav III iklädd nationella dräkten som han lanserade 1778. På en målning från 1786 av Per Krafft den äldre.

## Samtida reaktioner

### Utländska reaktioner
Idén väckte internationellt intresse, och särskilt i Frankrike var meningarna delade. Voltaire hade detta att säga om saken:
| ”                                                                        | Nationerna bör vara sig själva. De bör endast ta efter varandra i det som är bra och aldrig i det som är nyckfullt. Er härskare, som ingenting undgår, inser det helt och hållet, och han kommer att ge sitt folk den största av alla ägodelar – seder. Framför till honom min underdåniga hälsning och säg honom, att jag vördar honom som mänsklighetens välgörare och ett föredöme bland konungar. Jag ska dö, och jag tar den känslan med mig i graven som en tröst. | „ |
| – Citerad i brev från Gustaf Philip Creutz till Gustav III 29 mars 1778, | |   |

I en insändare i Götheborgs Allehanda från den 7 juli 1778 står det:
| ”                                                     | Utdrag af et brev ifrån Glasgow i Skottland, dateradt d. 13 Juni till en handlande af samma nation här i Göteborg. "Edert brev af den 29 April haft äran att emottaga, jämte Ritningarna öfwer den Nationella Klädedrägten, som Eder Monarch låtet öfwer hela sit Rike anlägga, hwarföre wi mycket tacka. Ritningarne kommo just det en af wåre förnämsta Damer war här närwarande. Hon begärte straxt få låna Ritningen och, wid första Assamblee derefter, wisade hon sig uti den nya Dräkten. Denna har sedermera af flere blifwet anlagd, och är nu hos oss så godt som allmänt vedertagen." | „ |
| – Notis i Götheborgs Allehanda den 7 juli 1778, sid 2 | |   |

### Svenska reaktioner
Damdräkten var en tidstypisk rokokokreation till vilken man enligt dåvarande sed skulle bära från höfterna utskjutande paniers under hellång kjol. Eftersom den ansågs sakna en distinkt design i jämförelse med andra vanliga dåtida klänningar blev den inte särskilt populär eller använd, annat än vid hovet i kungens åsyn. Puffärmarna, som blivit randiga, har överlevt i den svenska hovdräkten för kvinnor.
Herrdräkten, som hade särskilda kännetecken som skilde den i utseende från andra kostymer, och ansågs speciellt snygg, användes flitigt både under Gustavs regering och ett årtionde in i nästa under sonen Gustav IV Adolf. Den utvecklades som ett slags folkdräkt för stadsbor i Stockholm även sedan hovet och adeln övergett den.
Vissa färger, såsom svart med röd kant och ljusblå med vit kant, var reserverade för hovet, och det fanns stränga regler mot att använda alltför dyra yttertyger, foder och band. Dräkten återges avbildad i ett flertal samtida oljeporträtt och har kopierats i de större svenska teatrarnas klädkollektioner. Snittet på dräkten påverkade även militärmodet, och den nya uniform som Gustav III tog fram för Krigsmakten delar mycket av dess kännetecken. Denna uniform kallas uniform m/1779.
Reformen mottogs både positivt och negativt. Kungen utsatte 28 april som den dag då dräkten skulle införas och bäras av hans hov. Den 15 maj arrangerade han också en maskeradbal för borgerskapet på Operan, för att kontrollera att också denna klass följde förordningen. I utlandet blev reformen liknat vid en nationell maskerad, och i den holländska pressen sades att den 28 april skulle hela Sverige bli maskerat. Inom Sverige rådde visst missnöje inom både adeln och borgerskapet, som främst påverkades, då präster och bönder var undantagna. Hela projektet liknades även där med en maskerad. General C. G. Sinclair anmärkte:
| ” | Den 28 april var redan hela den svenska nationen utklädd till Crispiner och Polichineller. Den senare blev från denna stund genom sin klädedräkt likasom även genom sin organisation och den därignom rådande andan en skamfläck för hela Europa. | „ |

Hedvig Elisabet Charlotta beskrev ett stort missnöje över att inte få följa det samtida modet, Eva Löwen uppträdde utmanande utan dräkten på en middagbjudning hos Carl Johan Ridderstolpe, allmänt missnöje rådde över den stora kostnaden, och Brita Horn anmärkte: Men lärer hans ambition vara att få alla sin undersåtar på gillstugan som säkert händer.
Det fanns dock många positiva svenska röster och Carl Christoffer Gjörwell skriver:
| ” | Nu sedan jag bär dräkten på min egen lekamen finner jag honom så allvarsam, så varm, så lätt, så bekväm, så dygdig, kort sagt så svensk, att jag ifrån denna stunden bekänner mig till densamma av själ och hjärta. | „ |
| – | |   |

## Galleri

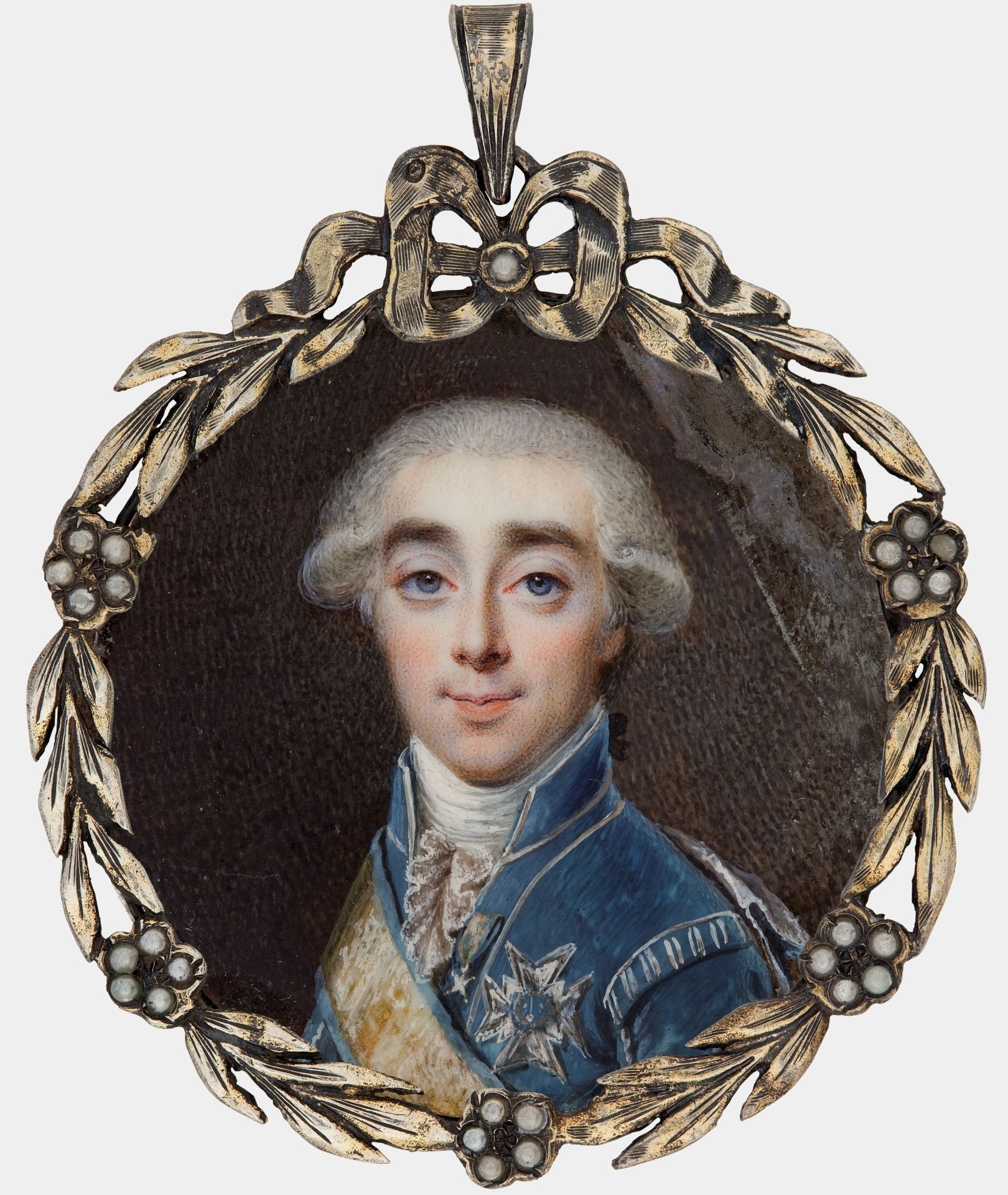
Axel von Fersen iklädd Svärdsordens ordensdräkt som var efter samma mönster som nationella dräkten, på en målning från 1798 av Niklas Lafrensen.
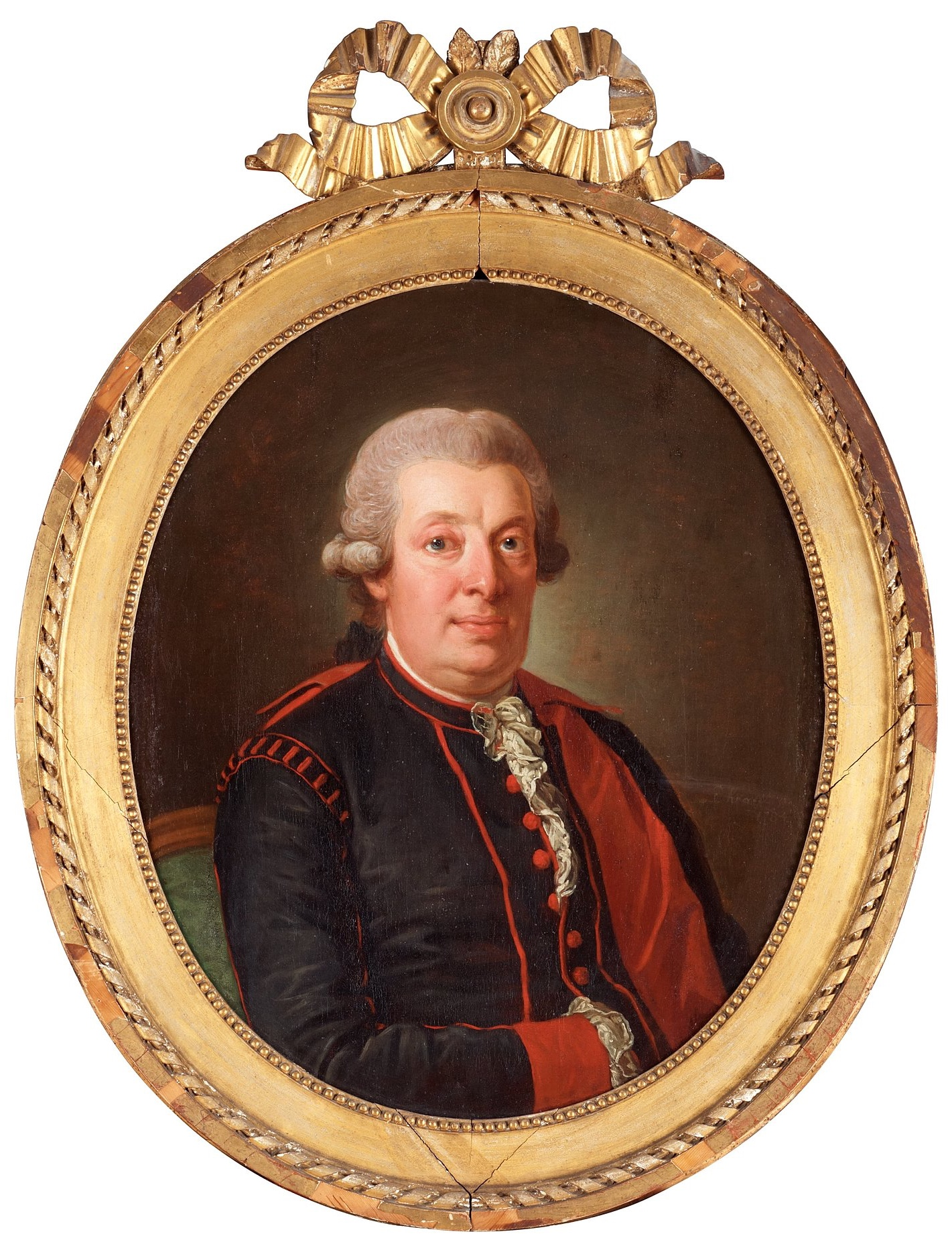
Man i hovvarianten av dräkten, på en målning från 1784 av Per Krafft den äldre.
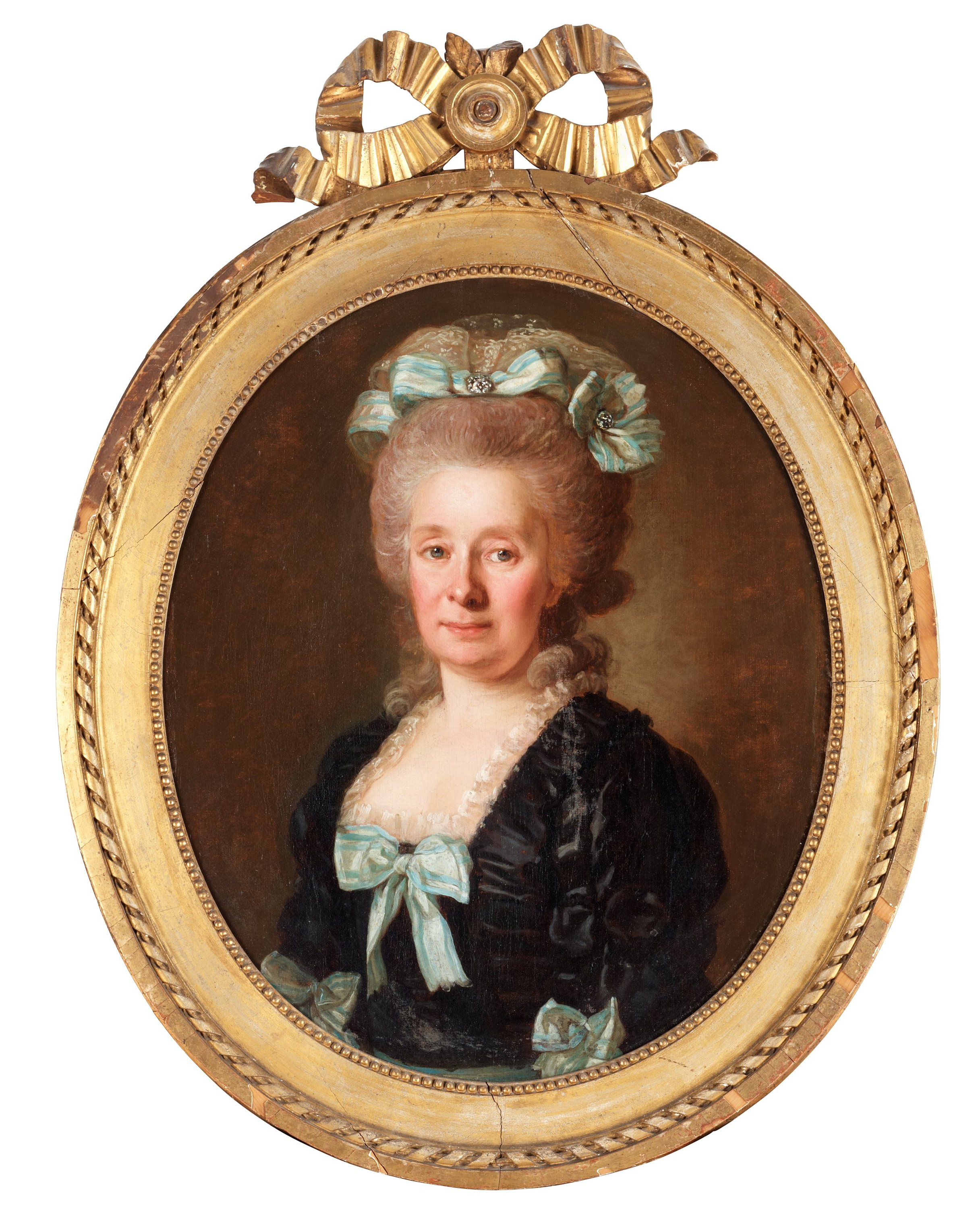
Kvinna i variant av dräkten, på en målning från 1784 av Per Krafft den äldre.
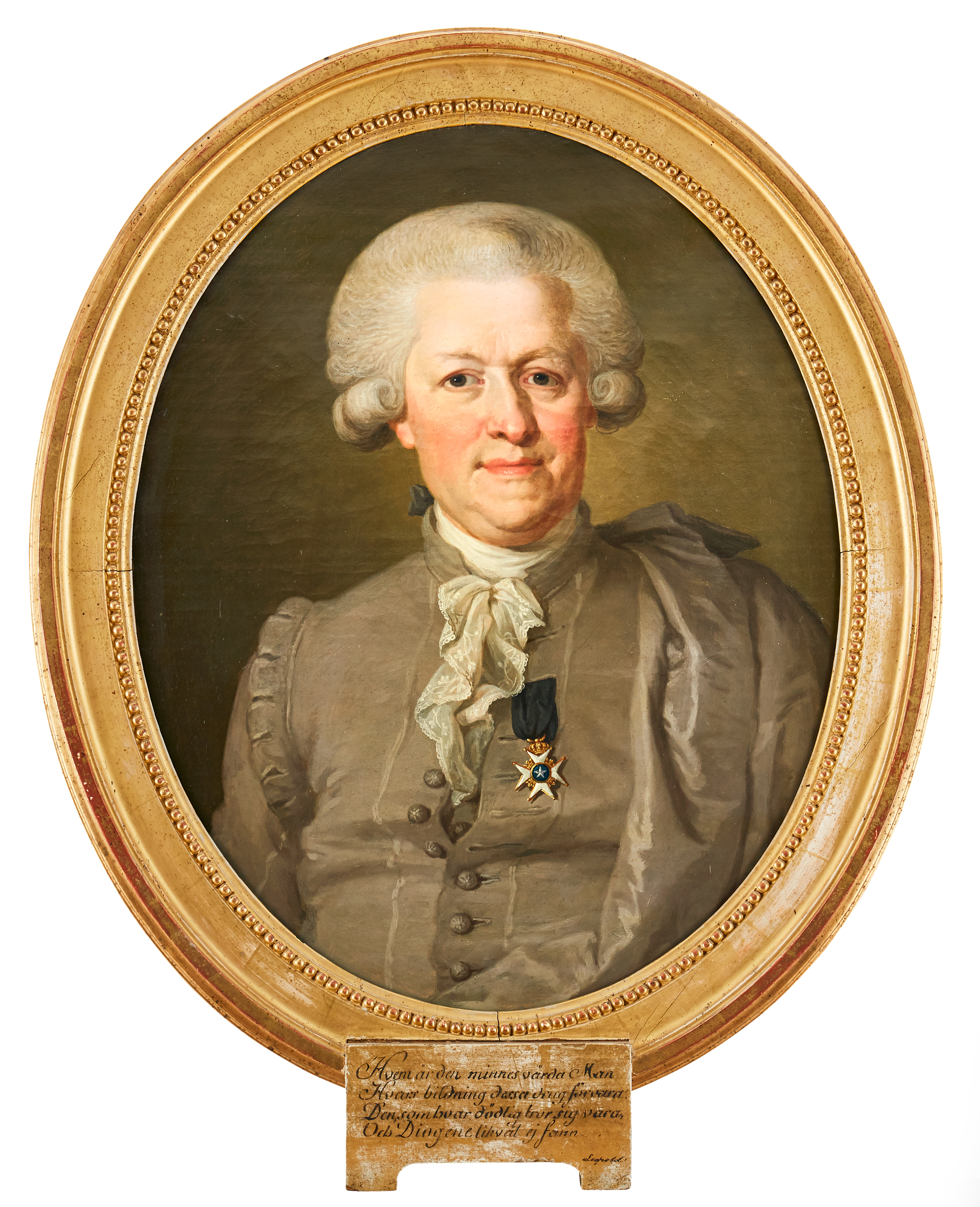
Nils von Rosenstein iklädd dräkten, på en målning av Lorens Pasch den yngre.
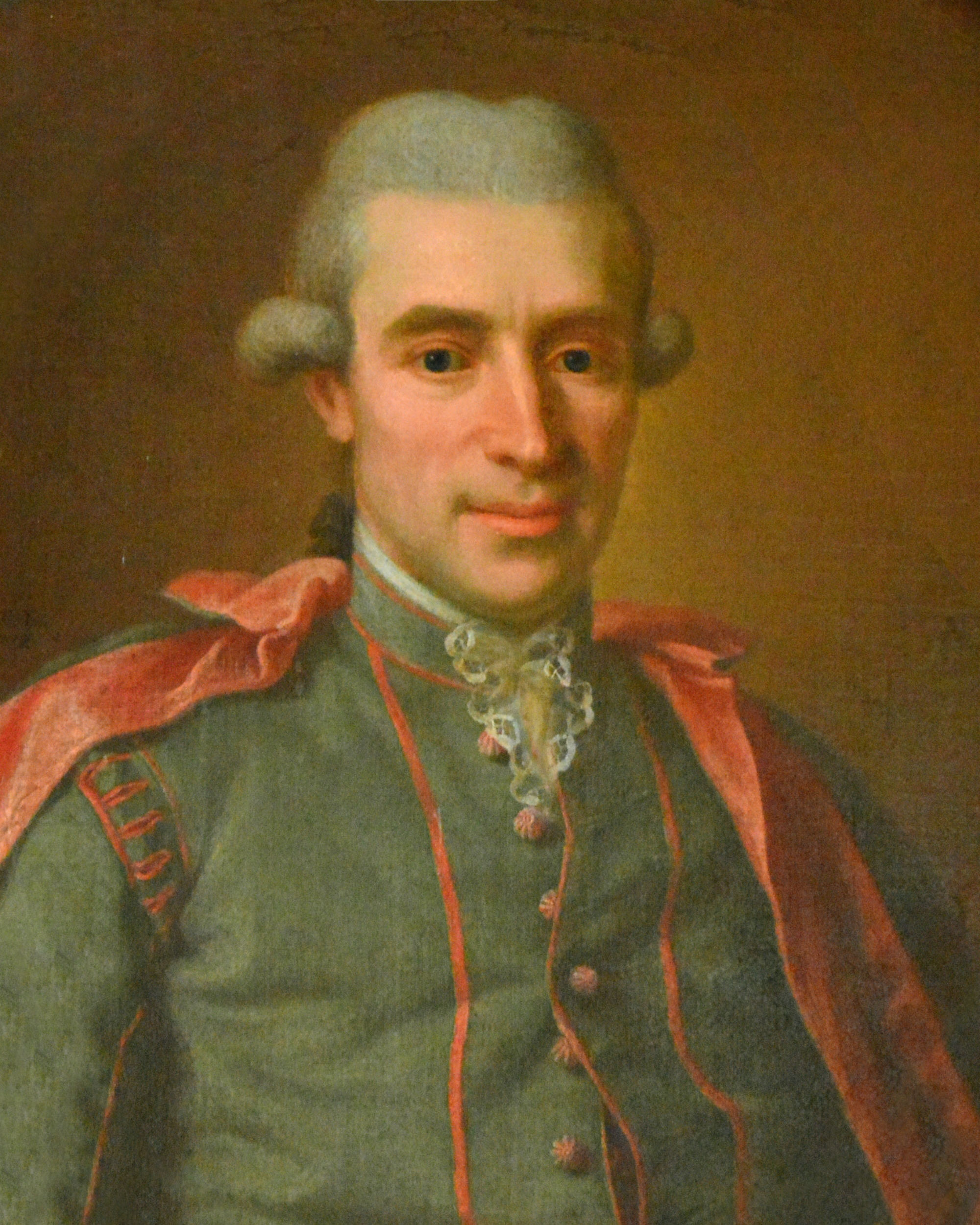
Torbern Bergman iklädd dräkten, målning av okänd konstnär.
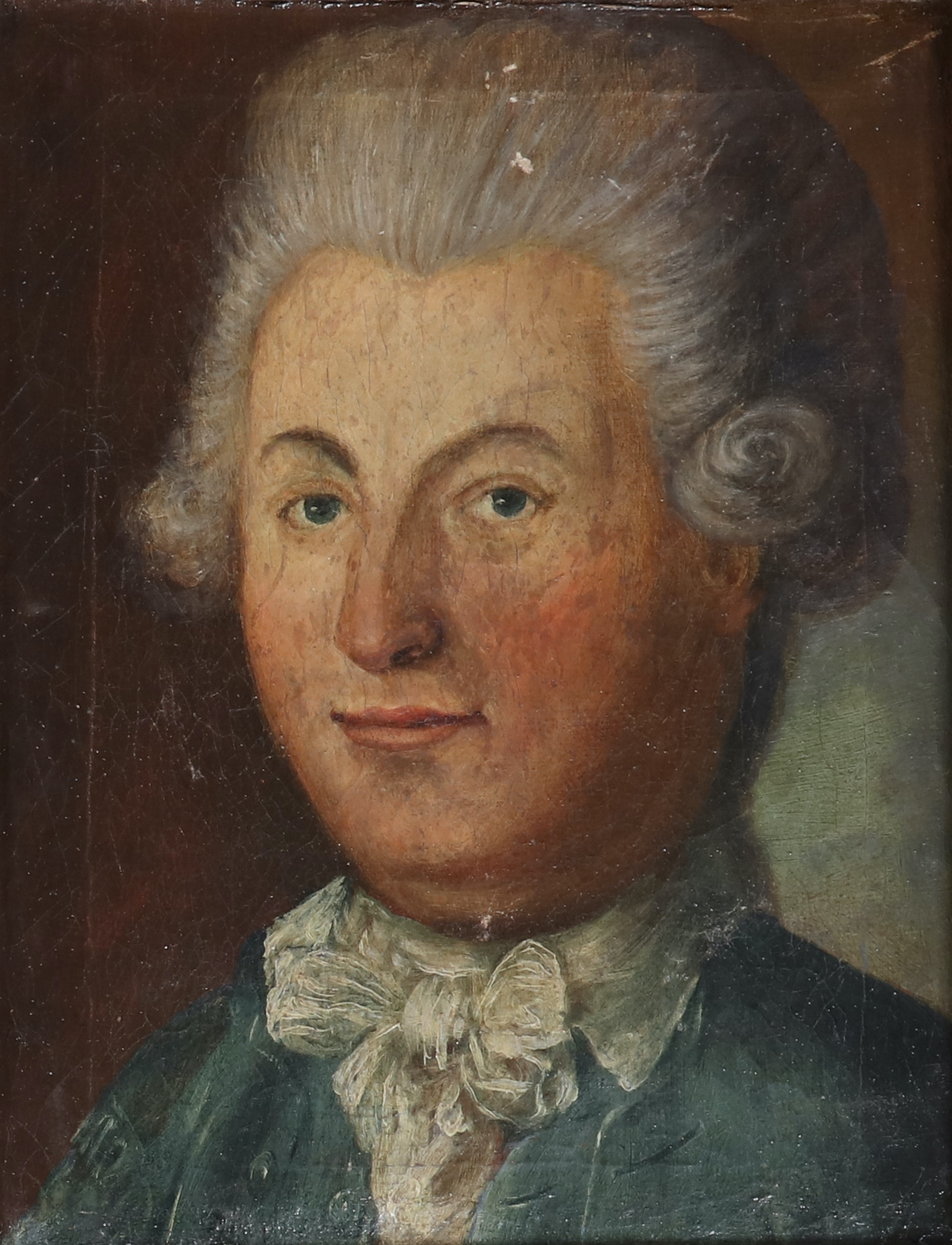
Häradsskrivaren i Västra härad Anders Lindergren, iklädd en variant av dräkten på en målning från 1790 av okänd.
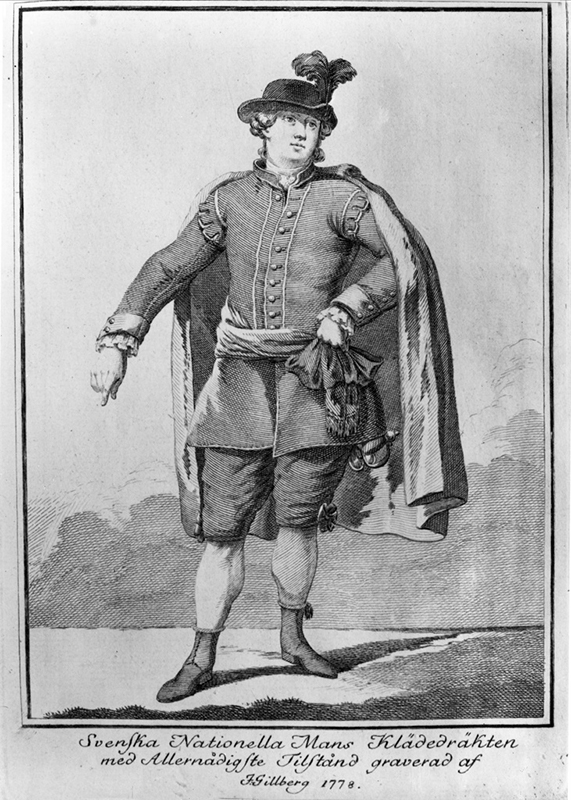
Svenska dräkten - herrvariant år 1778.
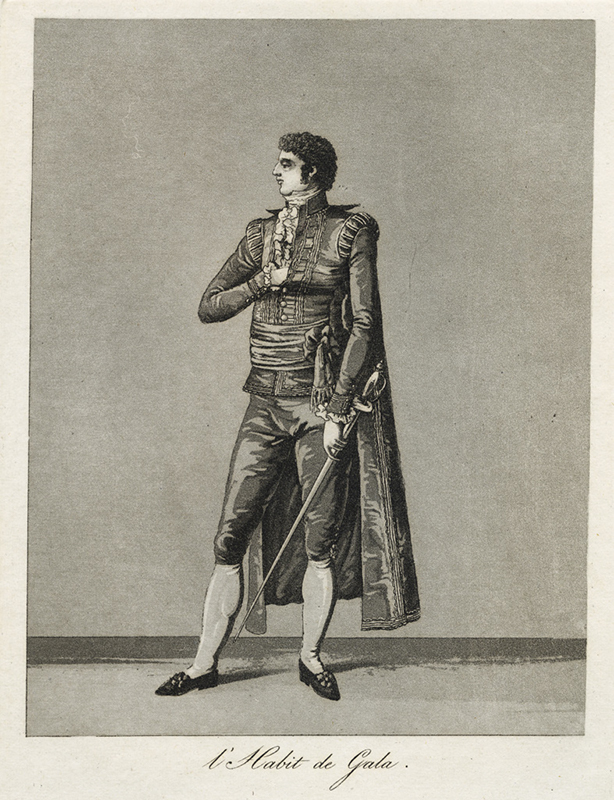
Man i galavariant.
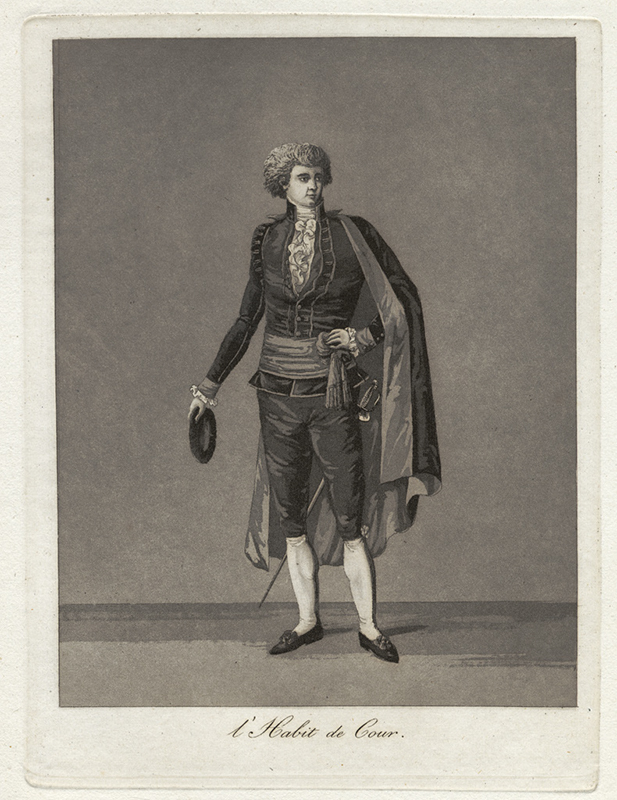
Man i hovdräkt.
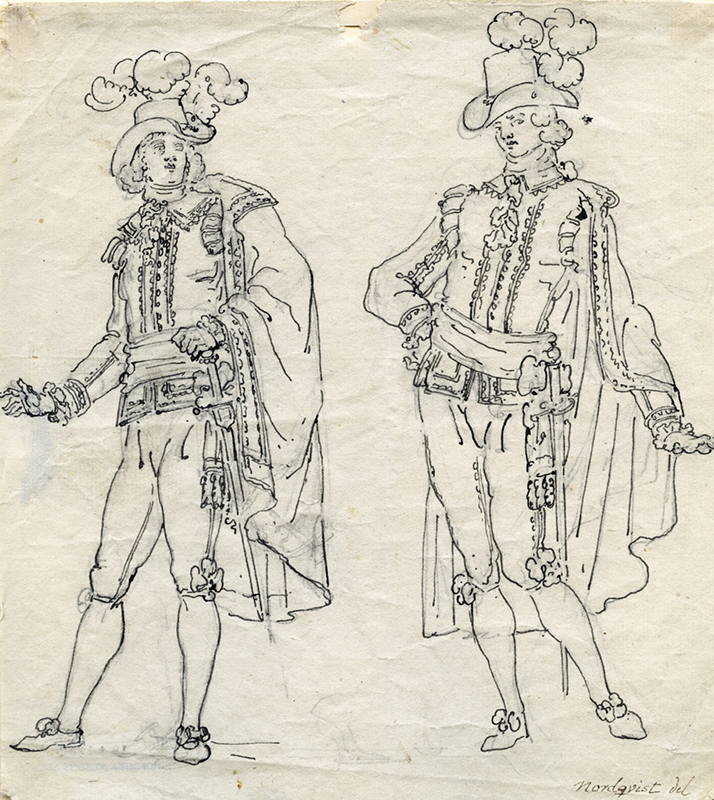
Två män i svenska dräkten.
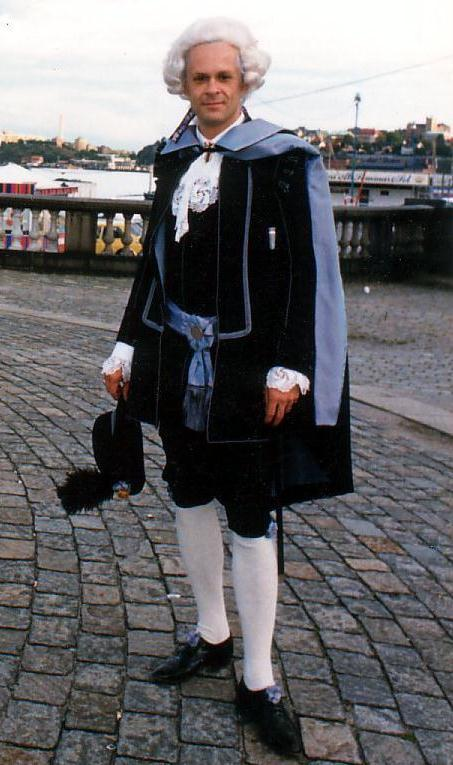
Herrdräkt uppsydd 1984 inklusive gustaviansk peruk knuten av människohår.
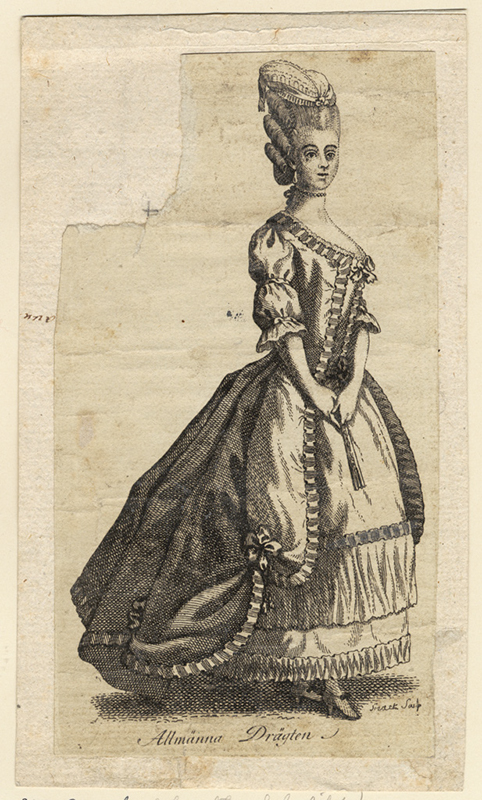
Damdräkten, kopparstick från 1780.
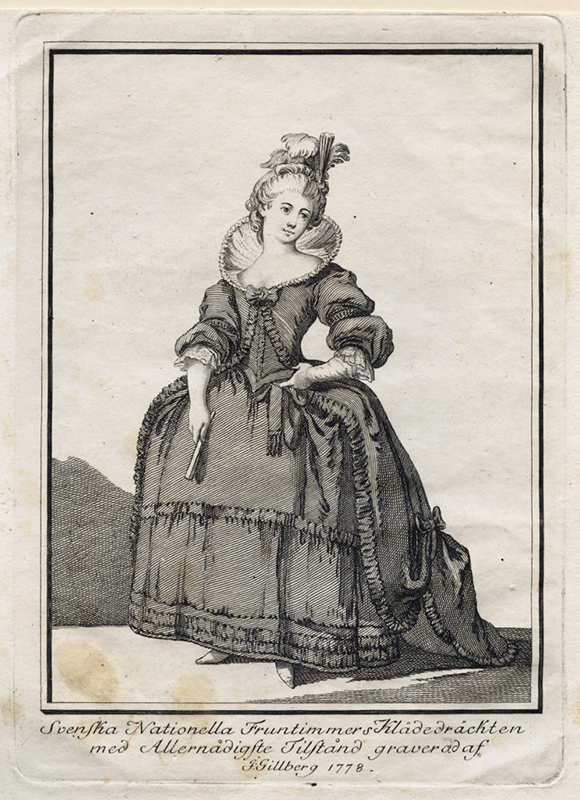
Kvinna i svenska dräkten.
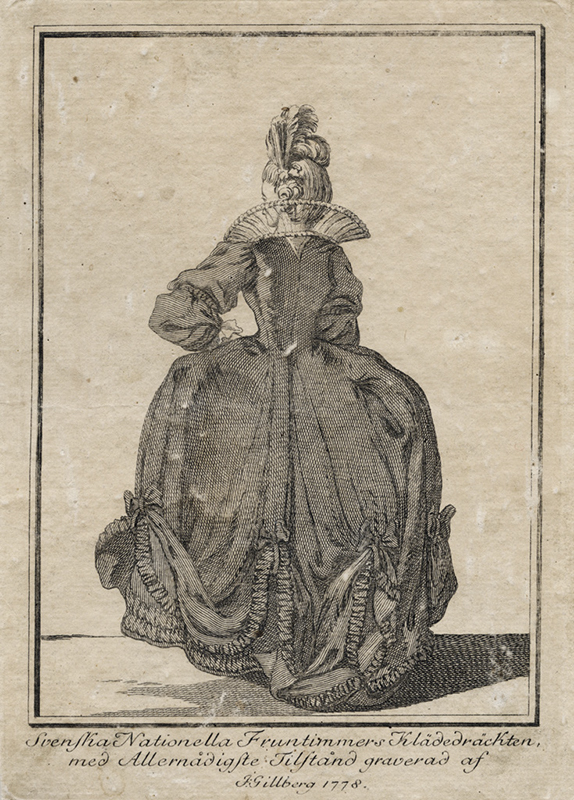
Ryggvy.
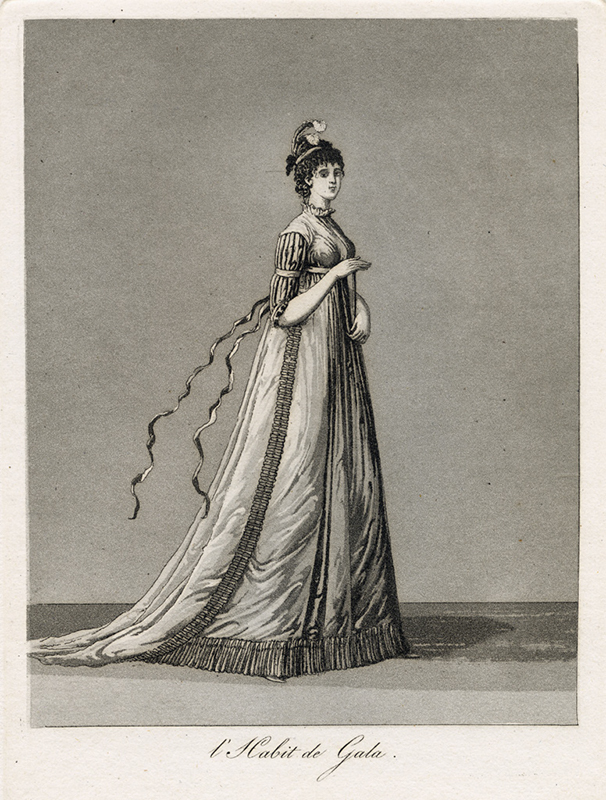
Dam i galavariant.
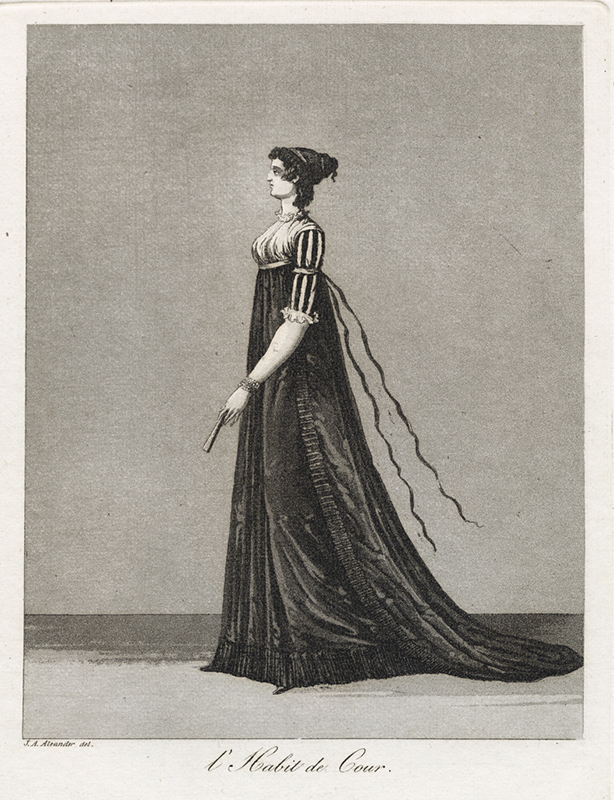
Kvinna i hovdräkt.
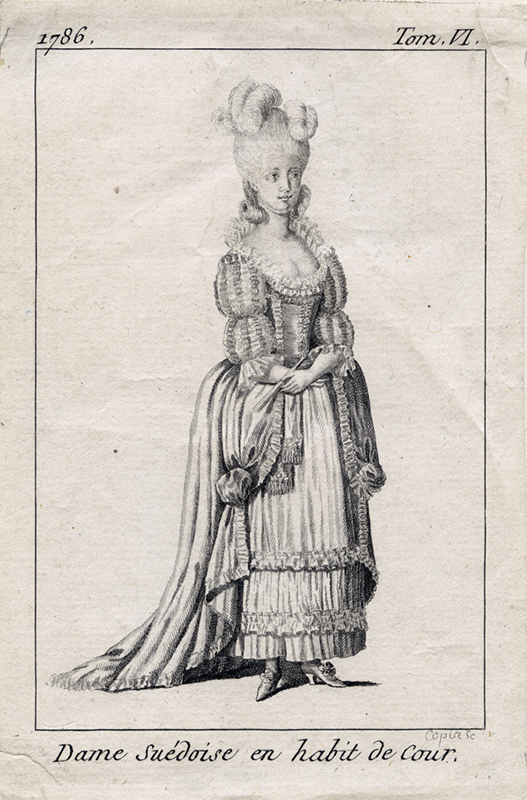
Kvinna i hovdräkt.
Kammarpagelivré, Gustav III:s hov.